# バーゲスト
バーゲスト（英: Barguest, Bargtjest, Bo-guest, Bargheist, Bargeist, Barguist, Bargest, Barghest）とは、イングランド北東部ノーサンバーランド周辺の民間伝承に登場する不吉な妖精。
鎖を引きずり角と鉤爪のある赤い目の黒犬の姿を好んでとるが、熊の姿や首のない人間の姿で現れる場合もある。Barguestの名は、ドイツ語のbahr（棺桶）・berg（山）・bar（熊）のgeist（悪霊）などが語源と考えられており、不吉な妖精の伝説がイングランドに古くからあるブラックドッグの伝説に組み込まれたものと思われる。
不吉の先触れであり、バーゲストを見ると近いうちに親しい人物の死が訪れるとされるほか、重要な人物の死が近づくと荒野で吠え猛るという。

## 概要
犬の悪霊というわけではなく、邪悪な精霊が犬の姿で現れたものとされる。
主に夜中や霧の濃い夜に現れる。その際には遠吠えや鎖のきしむ音が聞こえるとされ、吸血鬼をはじめ多くの妖怪や悪霊と同じく、流れる水の上は渡れないとされる。
1879年にウィリアム・ヘンダーソンの発表した『イングランド北部諸州と境界地帯のフォークロアについてのノート』では、リーズにほど近い地方の名士が死の床につくと、リーズの荒野にバーゲストが現れ、近隣の犬を引き連れて吠え猛る姿が見られたという。
シェイクスピアの『マクベス』の作中で魔女が言及する「魔女の女王である”地獄の女神ヘカテーの猟犬たち”」がそのイメージの根源と考えられている。ヘカテーはヨーロッパでは中世以降、松明を掲げて犬を従え、夜の三叉路に現れるとされ、魔女が信仰していると考えられていた。